# Plebanka (województwo lubelskie)
Plebanka – osada w Polsce położona w województwie lubelskim, w powiecie tomaszowskim, w gminie Jarczów. Leży na południowo-wschodnim skraju gminy. 
W latach 1975–1998 miejscowość położona była w województwie zamojskim.
Osada jest sołectwem w gminie Jarczów. Według Narodowego Spisu Powszechnego z roku 2011 osada liczyła 131 mieszkańców.
Wierni Kościoła rzymskokatolickiego należą do parafii Narodzenia Najświętszej Maryi Panny w Chodywańcach.